# Sota una altra bandera
Sota una altra bandera (títol original en anglès: A Show of Force) és una pel·lícula estatunidenca dirigida per Bruno Barreto, estrenada l'any 1990. Ha estat doblada al català.

## Argument
Una reportera televisiva de Puerto Rico intenta demostrar que el F.B.I. és responsable del segrest i assassinat de dos polítics radicals, l'objectiu dels quals era aconseguir vots per al governador en les properes eleccions. Cinema polític de denúncia amb una trama d'acció que es basa en l'anomenat "Watergate" porto-riqueny, que va tenir lloc el 1978.

## Repartiment
- Amy Irving: Kate Melendez
- Andy Garcia: Luis Angel Mora
- Lou Diamond Phillips: Jesus Fuentes
- Robert Duvall: Howard
- Kevin Spacey: Frank Curtin
- Erik Estrada: Machado
- Juan Fernández: Capità Correa
- Lupe Ontiveros: Pepita
- Priscilla Pointer: Alice Ryan
- Hattie Winston: Foster
- Joseph Campanella: Walker Ryan